# Chiesa di San Giovanni Battista (Mezzoldo)
La chiesa di San Giovanni Battista è la parrocchiale di Mezzoldo, in provincia e diocesi di Bergamo, e fa parte del vicariato di Branzi-Santa Brigida-San Martino oltre la Goggia.
Il presbiterio è ornato dalla pala d'altare opera di Lattanzio da Rimini del 1505: San Giovanni Battista tra i santi Pietro e Giovanni Evangelista.

## Storia
Non si conosce la data di fondazione del luogo di culto; la prima citazione di una chiesa dedicata a san Giovanni Battista risale al 1446, secondo quanto riportato da don Luigi Pagnoni Documentata la sua autonomia da quella di Santa Brigida il 25 novembre 1472 e inserita nell'arcidiocesi di Milano. L'edificio fu rinnovato una prima volta nel 1665, quando fu posto il portale e furono realizzati i decori in stucco secondo la moda del Seicento.
Donato Calvi nel suo Effemeride sacra profana di quanto di memorabile sia successo in Bergamo' del 1676 inserirebbe la chiesa con altre cinque unite a formare la valle di Averara e dell'Olmo: Santa Brigida dell'Olmo, Cusio, Averara, Cassiglio, e di Urniga.
Il passaggio dall'arcidiocesi di Milano alla diocesi orobica richiese permessi che necessitarono di un triennio. Il primo passaggio fu l'autorizzazione delle autorità civili cittadine del 1784. Intervenne poi la sacra Congregazione Concistoriale e in ultimo la bolla pontificia con atto del 13 novembre 1786, la quale concesse l'autorizzazione conclusiva. Da quella data la chiesa di San Giovanni Battista posta sul comune di Mezzoldo inserita nella pieve Primaluna di Milano passò all'autorità episcopale di Bergamo, in forma definitiva nel 1787. Risulta inserita nella vicaria di Santa Brigida come “vicaria ambrosiana della Valle di Averara e di Valtorta”. Il 22 giugno 1754 la chiesa ricevette la visita del cardinale di Milano Giuseppe Pozzobonelli.
La chiesa, una volta passata alla diocesi di Bergamo, risulta nel 1861 inserita sempre nella vicaria di Santa Brigida, gestita da un parroco e un coadiuvatore e di rito ambrosiano.
Nel 1944 la chiesa fu restaurata su progetto di Gian Franco Mazzoleni, e con il rinnovamento furono rimosse le statue ottocentesche realizzate di Francesco Albera. L'edificio, e gli altari dei santi e della Madonna, furono consacrati dal vescovo di Bergamo Adriano Bernareggi. Con decreto del 27 maggio 1979 del vescovo Giulio Oggioni, la chiesa fu inserita nella vicaria di Branzi-Santa Brigida-San Martino oltre la Goggia, una delle sette parrocchie della diocesi di Bergamo con rito ambrosiano.

## Descrizione

### Esterno
L'edificio di culto, preceduto da un sagrato in prato e da una camminata in porfido, presenta la facciata intonacata tripartita da lesene complete di basamento che sorreggono il cornicione marcapiano che divide su due ordini. La facciata. nell'ordine inferiore centrale conserva il portale rialzato da quattro gradini con contorno in pietra e completo di timpano triangolare.  La sezione superiore, che prosegue con la medesima linea della parte inferiore, ha una grande apertura semicircolare atta a illuminare l'aula. Sopra la finestra vi è la scritta che riporta l'intitolazione della chiesa. La facciata termina con il timpano triangolare. Il lato destro del fabbricato conserva un affresco cinquecentesco posto nel porticato di tre arcate.

### Interno
L'interno a navata unica, è diviso da lesene in tre campate. Le lesene sono finemente decorate e reggono il cornicione dove s'imposta la volta a botte. Tre aperture centinate sono poste su entrambi i lati dell'aula. A sinistra della prima campata vi è il battistero, mentre la parte corrispondente è dedicata alla zona penitenziale con la presenza del confessionale ligneo. Vi sono gli altari intitolati a sant'Antonio abate, alla Madonna del Rosario e alla Madonna con i santi.
L'ampio arco trionfale anticipa il presbiterio ed è di misura inferiore all'aula permettendo la presenza del pulpito ligneo nella parte destra opera dei Rovelli intarsiatori, e preceduto da tre gradini. La zona presbiteriale è a pianta rettangolare con la volta a crociera. Il coro ha copertura da volta a crociera e conserva la grande pala opera del 1505 di Lattanzio da Rimini, inserita nell'ancona del XVII posta in sostituzione di quella originaria. Mentre il grande altare maggiore è in marmo monachella delle cave locali. La chiesa conserva anche il dipinto di Carlo Ceresa del 1658 raffigurante sant'Antonio da Padova commissionata dai fratelli Gian Pietro e Giacomo Salvini. Altri decori degli interni sono opere di Giuseppe Carnelli datati 1891. La chiesa conserva altri numerosi arredi di pregio compresi oggetti liturgici in argento.